# Niveen Khashab
Niveen Khashab es una química libanesa y profesora asociada de ciencias químicas e ingeniería en la Universidad de Ciencia y Tecnología Rey Abdullah en Arabia Saudita desde 2009. Ha sido galardonada con el Premios L'Oréal-UNESCO para Mujeres en la Ciencia 2017 por sus contribuciones a la investigación de materiales híbridos inteligentes e innovadores destinados a la administración de fármacos y por desarrollar nuevas técnicas para monitorear la actividad antioxidante intracelular. También es miembro de la Royal Chemical Society y de la American Chemical Society.

## Trayectoria
Niveen M. Khashab se licenció en Química por la Universidad Americana de Beirut, Líbano y realizó un doctorado en química en la Universidad de Florida.
La investigación de Khashab se centra en el diseño, la síntesis y el uso de nanomateriales programables inteligentes, enfatizando las características de liberación y entrega controlada de los sistemas. Estos materiales sintéticos se utilizan para aplicaciones biológicas biomiméticas (distribución, detección e imágenes), industriales (nanocompuestos) y ambientales (síntesis de membranas), respectivamente. Los intereses de investigación de Niveen incluyen aprovechar la microporosidad natural de ensamblajes supramoleculares para separaciones que requieren mucha energía. Su equipo de investigación está particularmente interesado en la separación de derivados del benceno empleando macrociclos y jaulas diseñadas para una separación óptima mediante reconocimiento molecular. Su equipo ha producido una variedad de cápsulas autoensambladas (SAC) para la encapsulación y transporte de ARN, ADN y proteínas. Se centra en la encapsulación y administración de CRISPR-Cas9 para mejorar la edición genética específica.
Con más de diez años de experiencia profesional, Niveen M. Khashab es actualmente profesora titular y jefa del programa de química en la Universidad de Ciencia y Tecnología Rey Abdullah, en Arabia Saudita.

## Patentes
Niveen M. Khashab ha obtenido muchas patentes para sus inventos, entre ellas:
- Compositions of graphene materials with metal nanostructures and microstructures and methods of making and using including pressure sensors (US10807048B2)
- Magnetically controlled permeability membranes (US20180296469A1)
- Periodic mesoporous organosilica-doped nanocomposite membranes and systems including same (EP3471864A1)
- Nanocluster capped mesoporous nanoparticles, methods of making and use (US20200046849A1)
- Polymer carbon nanotube composite (US20160297952A1)
- Polymer nanocomposites and methods of making nanocomposites (US9650494B2)
- Separating aromatic isomers using aqueous solutions of cucurbituril macrocycles (WO2021124219A1)
- Periodic mesoporous organosilica-doped nanocomposite membranes and systems including same (US20200306701A1)
- Encoding Raman spectral data in optical identification tags for analyte identification (WO2021053409A1)

## Publicaciones
- Jonas G. Croissant, Yevhen Fatieiev, Niveen M. Khashab. "Degradability and Clearance of Silicon, Organosilica, Silsesquioxane, Silica Mixed Oxide, and Mesoporous Silica Nanoparticles". WIley Online Library.[18]
- Jonas G. Croissant, Yevhen Fatieiev, Abdulaziz Almalik, Niveen M. Khashab. "Mesoporous Silica and Organosilica Nanoparticles: Physical Chemistry, Biosafety, Delivery Strategies, and Biomedical Applications". WIley Online Library.[19]
- Shahad K Alsaiari, Sachin Patil, Mram Alyami, Kholod O Alamoudi, Fajr A Aleisa, Jasmeen S Merzaban, Mo Li, and Niveen M Khashab. "Endosomal Escape and Delivery of CRISPR/Cas9 Genome Editing Machinery Enabled by Nanoscale Zeolitic Imidazolate Framework". ACS Publications.[20]
- Jonas G. Croissant,  Xavier Cattoën,   Michel Wong Chi Man,   Jean-Olivier Durand  and Niveen M. Khashab. "Syntheses and applications of periodic mesoporous organosilica nanoparticles". Nanoscale.[21]
- Jonas G Croissant, Dingyuan Zhang, Shahad Alsaiari, Jie Lu, Lin Deng, Fuyuhiko Tamanoi, Abdulaziz M AlMalik, Jeffrey I Zink, and Niveen M Khashab. "Protein-gold clusters-capped mesoporous silica nanoparticles for high drug loading, autonomous gemcitabine/doxorubicin co-delivery, and in-vivo tumor imaging". Journal of Controlled Release.[22]
- Mram Z Alyami, Shahad K Alsaiari, Yanyan Li, Somayah S Qutub, Fajr A Aleisa, Rachid Sougrat, Jasmeen S Merzaban, and Niveen M Khashab. "Cell-Type-Specific CRISPR/Cas9 Delivery by Biomimetic Metal Organic Frameworks". ACS Publications.[23]